# Michael O'Halloran (football)
Michael Francis O'Halloran, né le 6 janvier 1991 à Glasgow en Écosse, est un footballeur écossais. Il évolue au poste d'attaquant avec le Greenock Morton.

## Biographie
Avec l'équipe de Saint Johnstone, il dispute 72 matchs en première division écossaise, inscrivant 12 buts. Il inscrit notamment 9 buts lors de la saison 2014-2015.
Il joue également avec cette équipe 9 matchs en Ligue Europa, marquant un but.
Le 1er février 2016, il rejoint le club des Rangers FC.
Le 29 juillet 2017, il est prêté à Saint Johnstone.
Le 18 janvier 2019, il rejoint Saint Johnstone.

## Palmarès

### Rangers FC
- Champion d'Écosse de D2 en 2016
- Vainqueur de la Scottish Challenge Cup en 2016

### Saint Johnstone FC
- Vainqueur de la Coupe d'Écosse en 2014 et 2021